# 列奧尼季夫卡 (涅任區)
50°47′59″N 31°57′28″E / 50.79972°N 31.95778°E
列奧尼季夫卡（烏克蘭語：Леонідівка），是烏克蘭北部的村莊，隸屬切爾尼希夫州的尼任區。該村始建於1650年，面積1.43平方公里，海拔高度126米，2001年人口497，人口密度每平方公里348.8人。